# Jalovec (priimek)
Jalovec je priimek v Sloveniji, ki ga je po podatkih Statističnega urada Republike Slovenije na dan 1. januarja 2010 uporabljalo 206 oseb.

## Znani nosilci priimka
- Izidor Jalovec (1953 - 2011), slikar